# Leptocephalus ophichthoides
Leptocephalus ophichthoides is een straalvinnige vissensoort uit de familie van de slangalen (Ophichthidae). De wetenschappelijke naam van de soort is voor het eerst geldig gepubliceerd in 1928 door D'Ancona.